# Philipp Karl von Eltz
Philipp Karl von Eltz ou Philippe-Charles d'Eltz - Kempenich né le 26 octobre 1665, mort le 21 mars 1743 à Mayence, est archevêque et prince-électeur de Mayence de 1732 à 1743. À ce titre, il est également archichancelier du Saint-Empire romain germanique.

## Biographie
Il est issu de l’une des plus anciennes familles du Rhin, qui tire son nom du château d'Eltz, à 3 km de Cochem, dans l’électorat de Trèves, fils de Jean-Jacques d'Eltz, chanoine de Trêves, et d’Anne-Marie de Schmiedberg. Chantre de Mayence en 1710, chorévêque de Trêves et prévôt de cette église en 1739, il succède le 9 juin 1732 à l'archevêque François-Louis de Palatinat-Neubourg, dont il a été le conseiller intime, par une élection canonique. Il est sacré le 18 novembre suivant à Mayence. Attaché à la maison d'Autriche, il détermine la diète du 26 février 1734 à déclarer la guerre à la France; ce qu'elle fait le 9 avril suivant, malgré les protestations des électeurs de Cologne, de l’électeur de Bavière et de l’électeur palatin, qui embrassent la neutralité. Les fortifications qu'il ajoute à sa ville capitale la mettent à l'abri des pillages, l’ennemi se retournant sur la campagne environnante. Le nouvel arsenal de Mayence (Neues Zeughaus en allemand) est construit sous son règne entre 1738 et 1740. C’est une réalisation de l’architecte Maximilian von Welsch.
L’empereur, en reconnaissance de son dévouement, élève en 1734 sa famille au rang de comte du saint empire. Après la mort de l’empereur Charles VI du Saint-Empire, survenue le 20 octobre 1740, l’électeur de Mayence fixe au 27 février 1741 la diète électorale, qui ne s'ouvre que le 4 novembre suivant. Philippe-Charles n’assiste qu’à la première conférence, qui se tient le 20 de même mois, et se fait représenter par son neveu Anselme-Casimir, comte d’Eltz. Il reparait, néanmoins, à l’assemblée du 14 janvier 1742 où la couronne impériale est conférée à Charles, électeur de Bavière. Il reçoit ce prince, le 30 du même mois, à Francfort, et consent que, sans préjudice de ses droits, l’électeur de Cologne, frère de l’empereur, dirige, le 12 février suivant, la cérémonie de son couronnement. Reparti le 23 du même mois, il laisse au même prélat l’honneur de couronner également l’impératrice le 8 du mois suivant.
Philippe-Charles s’efforce ensuite, mais avec peu de succès, de ramener la paix dans l’empire. Il meurt le 21 mars 1743 à Mayence avec la réputation d’un protecteur des arts et des sciences. Son tombeau à la cathédrale Saint-Martin de Mayence est créé par Burkard Zamels. L’église d’Allemagne lui est redevable d’une traduction de la Bible en sa langue, qu’il fit imprimer en 1738.